# Тайный город
«Тайный город» — цикл романов российского писателя Вадима Панова в жанре городского фэнтези. В цикле рассказывается о «тайной» Москве, где обитают последние представители давно исчезнувших земных цивилизаций, образовавшие Великие Дома могущественных магов: Чудь, Людь и Навь. Книги выпускаются в издательстве «Эксмо».

## Вселенная Тайного города
Тайный город — это современная Москва, незримо для простых людей («челов») населённая древними магическими Орденами, вампирами и оборотнями. Все эти существа делятся на Великие Дома, каждым из которых управляет одноимённая семья:
- Навь (Тёмный двор). Выглядят как очень высокие худощавые люди с иссиня-черными волосами. Кровь чёрная и тягучая, как битум, уши заостряются в минуты сильного гнева. Про Навий (женщин Навов) ничего не известно. Навы сильны физически, обладают очень высокой скоростью реакции, высокой степенью живучести, владеют магией, срок жизни не известен (не менее нескольких десятков тысяч лет), основоположники Тайного Города. Про полукровок навов ничего неизвестно;
- Людь (Зелёный Дом). Выглядят как белобрысые и зеленоглазые люди. Магией владеют только женщины. Мужчины по силе равняются навам, но уступают в скорости. Срок жизни около двухсот лет. С челами в репродуктивном плане совместимы;
- Чудь (Орден). Выглядят как рыжеволосые люди. Магией владеют только мужчины. Уступают людам в силе, но превосходят их в скорости. Срок жизни около двухсот лет. С челами в репродуктивном плане совместимы.

Существовал также Великий Дом Асур — легендарная раса, истребленная Великим Домом Навь в войне за Землю.
Великий Дом Тать в Тайном городе находится на нелегальном положении. Таты не уступают навам в силе, живучести и владении магией. Совместимы с челами в репродуктивном плане. 
У каждого из Великих Домов есть семьи-вассалы:
- к Дому Навь принадлежат предприимчивая семья Шась — торговцы, врачи из семьи Эрли, Масан — вампиры, Ось — обитатели канализации;
- вассалы Дома Людь — шоумены Концы, оборотни Моряны и воинственные Красные Шапки — сброд с окраин, Приставники — косматые здоровяки, охраняющие клады, и некоторые Челы (номинально) — ведьмы, экстрасенсы, колдуньи, ворожеи, пользующиеся источником энергии Дома Людь;
- вассалы Дома Чудь — четырёхрукие Хваны, проживающие на Алтае, бесплотные Дайкини.

## Адаптации

### Интерактивный роман
В конце 2012 года был запущен «интерактивный роман» «Тайный город» в рамках проекта NARR8. «Интерактивный роман» представляет собой приложение для мобильного устройства. В новой, адаптированной для западного читателя, версии «Тайным городом» становится Нью-Йорк и всё действие переносится в США. Композитор проекта — Артур Варквасов.

### Телесериал
Проект создания телесериала по «Тайному городу» существовал ещё в начале 2000-х, но тогда дальше сценария дело не зашло.
В начале 2013 года телеканал «РЕН ТВ» объявил о начале съёмок игрового телесериала «Тайный город». Режиссёром назначен Александр Мохов, композитором — Алексей Харламов, в ролях — Павел Прилучный, Андрей Гайдулян, Игорь Жижикин, Светлана Устинова, Марчин Руй, Александра Флоринская, Елена Ташаева и др..
С 4 мая 2014 года начался показ сериала на канале «РЕН ТВ». В каждом сезоне сериала «Тайный город» — по 8 серий. В основу первого сезона легли две книги Вадима Панова — «Войны начинают неудачники» и «Командор войны». «Тайный город», 2 сезон, снимался по книгам «Атака по правилам» и «Все оттенки чёрного». Третий сезон «Тайного города» — по романам «И в аду есть герои» и «Наложницы ненависти».

### Настольная игра
В 2011 году компания «Мир фэнтези» (ныне «Hobby World») выпустила настольную карточную игру «Тайный город», в которой игрок может попробовать себя в роли главы одного из Великих Домов. Игра получила в целом положительные оценки в игровой прессе.

### Браузерная игра
В 2008 году Gaijin Entertainment и «1С» разрабатывали онлайн игру «Тайный город-онлайн», однако проект был закрыт. Позднее разработчиком Atlantis была выпущена браузерная ролевая игра под тем же названием.

## Награды
- Портал 2004 — Бомба года → Тайный Город[15]
- Звёздный мост 2005 — номинация: «Циклы, сериалы и романы с продолжениями». 2 место («Серебряный Кадуцей») → «Королевский крест»[16]
- Звёздный мост 2007 — номинация: «Циклы, сериалы и романы с продолжениями». 2 место («Серебряный Кадуцей») → «День Дракона»[17]
- Мир фантастики. Итоги 2008 — лучшее продолжение отечественного цикла → «Запах Страха»[18]

### В прессе
- Ольга Уразова, Михаил Бугаков. «Огни Тайного города. Мир Вадима Панова». № 3(19) март 2005
- Дмитрий Злотницкий. «Последние из нелюдей. Великие Дома Тайного города». № 9(85); сентябрь 2010
- Дмитрий Злотницкий. «Певец одной столицы. Вадим Панов». № 9(85); сентябрь 2010